# Finn Wittrock
Peter Finn Crowley Wittrock (Condado de Berkshire, 28 de outubro de 1984) é um ator e roteirista americano.

## Biografia
Finn nasceu em Lenox, uma aldeia no Condado de Berkshire, Massachusetts, filho de Kate Claire Crowley, uma professora de terapia ocupacional na Universidade do Sul da Califórnia, e Peter L. Wittrock, um ator. Tem um irmão chamado Dylan. No lado de seu pai, ele tem ascendência dinamarquesa, norueguesa e austríaca.
Quando criança, cresceu perto do palco de Shakespeare & Company, onde seu pai era um professor e ator de voz. Quando adolescente, participou da Los Angeles County High School for the Arts. Em seguida, começou a frequentar a Juilliard School e foi membro do Grupo 37 (2004–08). Participou ativamente no departamento de teatro e estrelou várias produções teatrais. Também ganhou o Prêmio Jornal Juilliard em reconhecimento de suas contribuições excepcionais para o jornal de Juilliard, The Juilliard Journal. Formou-se na Juilliard em 2008 com um Bacharelado de Belas Artes.

## Carreira
Ele começou sua carreira em Hollywood com papéis de ator convidado em vários programas de televisão. Depois de estudar teatro na Juilliard School, teve um papel recorrente na soap opera All My Children entre 2009 e 2011. Também estreou no cinema pelo filme Twelve (2010) e apresentou-se em várias produções teatrais.
Em 2014, ganhou reconhecimento por seus papéis nos filmes Noah, The Normal Heart e Invencível. Também participou da quarta temporada de American Horror Story, a Freak Show como Dandy Mott. Foi o seu primeiro papel de destaque e lhe rendeu uma indicação para um Emmy do Primetime de melhor ator coadjuvante em minissérie ou telefilme. Em 2015, faz parte do elenco principal da quinta temporada da série, a Hotel como Tristan Duffy.

## Vida pessoal
Em 18 de outubro de 2014, se casou com sua namorada de longa data e companheira de graduação da Juilliard, Sarah Roberts, em uma cerimônia privada.

## Filmografia

### Cinema
| Ano  | Título                              | Papel             | Notas          |
| ---- | ----------------------------------- | ----------------- | -------------- |
| 2002 | Le Dernier Tour                     | Tigo              | Curta-metragem |
| 2010 | Twelve                              | Warren            |                |
| 2014 | Winter's Tale                       | Gabriel           |                |
| 2014 | Noah                                | Tubalcaim jovem   |                |
| 2014 | Unbroken                            | Mac               |                |
| 2015 | My All American                     | Freddie Steinmark |                |
| 2015 | The Submarine Kid                   | Spencer Koll      |                |
| 2015 | The Big Short                       | Jamie Shipley     |                |
| 2016 | La La Land                          | Greg              |                |
| 2017 | Landline                            | Nate              |                |
| 2017 | A Midsummer Night's Dream           | Demetrius         |                |
| 2018 | A Futile and Stupid Gesture         | Tim Matheson      |                |
| 2018 | Write When You Get Work             | Jonny Collins     |                |
| 2018 | Locating Silver Lake                | Seth              |                |
| 2018 | If Beale Street Could Talk          | Hayward           |                |
| 2019 | The Last Black Man in San Francisco | Clayton           |                |
| 2019 | Plus One                            | Steve             |                |
| 2019 | Big Boy Pants                       | Kyle              | Curta-metragem |
| 2019 | Judy                                | Mickey Deans      |                |
| 2019 | Semper Fi                           | Jaeger            |                |
| 2021 | Long Weeknd                         | Bart              |                |
| 2021 | A Mouthful of Air                   | Ethan Davis       |                |
| 2022 | Deep Water                          | Tony Cameron      |                |
| 2022 | Luckiest Girl Alive                 | Luke Harrison     |                |
| 2023 | Downtown Owl                        | Treinador Laidlaw |                |
| 2023 | Origin                              | August Landmesser |                |
| 2024 | Half A Life                         | Ivo Terzic        | Curta-metragem |
| 2024 | Don't Move                          | Richard           |                |
| 2025 | Westhampton                         | Tom Bell          |                |
| 2025 | Main Man                            | Diretor de Cinema | Curta-metragem |
| 2026 | Hershey                             | Milton S. Hershey |                |

### Televisão
| Ano       | Título                                                    | Papel                             | Notas                               |
| --------- | --------------------------------------------------------- | --------------------------------- | ----------------------------------- |
| 2003      | Cold Case                                                 | Eric Whitley jovem                | Episódio: "Look Again"              |
| 2003      | ER                                                        | Thomas Yoder                      | Episódio: "Missing"                 |
| 2004      | Halloweentown High                                        | Cody                              | Telefilme                           |
| 2004      | CSI: Miami                                                | Chad Van Horn                     | Episódio: "Murder in a Flash"       |
| 2009–2011 | All My Children                                           | Damon Miller                      | 118 episódios                       |
| 2011      | Torchwood                                                 | Danny                             | Episódio: "Miracle Day: Rendition"  |
| 2012      | Criminal Minds                                            | Harvey Morell                     | Episódio: "True Genius"             |
| 2012      | Harry's Law                                               | Jimmy Cormack                     | Episódio: "New Kidney on the Block" |
| 2013      | Masters of Sex                                            | Dale                              | 4 episódios                         |
| 2013      | Law & Order: Special Victims Unit                         | Cameron Tyler                     | Episódio: "Wonderland Story"        |
| 2014      | The Normal Heart                                          | Albert                            | Telefilme                           |
| 2014–2015 | American Horror Story: Freak Show                         | Dandy Mott                        | 13 episódios                        |
| 2015      | Deadbeat                                                  | Max                               | Episódio: "The Polaroid Flasher"    |
| 2015–2016 | American Horror Story: Hotel                              | Tristan Duffy / Rudolph Valentino | 9 episódios                         |
| 2016      | American Horror Story: Roanoke                            | Jether Polk                       | 2 episódios                         |
| 2018      | The Assassination of Gianni Versace: American Crime Story | Jeffrey Trail                     | 4 episódios                         |
| 2019      | Alternatino with Arturo Castro                            | Eddie                             | Episódio: "The Dreamer"             |
| 2019      | American Horror Story: 1984                               | Bobby Richter                     | Episódio: "Final Girl"              |
| 2020      | Cake                                                      | Ele mesmo                         | Episódio: "Forbidden Love"          |
| 2020      | Ratched                                                   | Edmund Tolesson                   | 8 episódios                         |
| 2021      | American Horror Story: Double Feature                     | Harry Gardner                     | 6 episódios                         |
| 2024      | Steve! (Martin): A Documentary in 2 Pieces                | Glenn Martin                      | Episódio: "Now"                     |

### Teatro
| Ano  | Título              | Papel                         | Notas        |
| ---- | ------------------- | ----------------------------- | ------------ |
| 2009 | The Age of Iron     | Troilo                        | Off-Broadway |
| 2011 | The Illusion        | Calisto / Clindor / Theogenes | Off-Broadway |
| 2012 | Death of a Salesman | Happy Loman                   | Off-Broadway |
| 2012 | Death of a Salesman | Happy Loman                   | Broadway     |
| 2016 | Othello             | Cassio                        | Off-Broadway |
| 2017 | The Glass Menagerie | Jim O'Connor                  | Off-Broadway |
| 2017 | The Glass Menagerie | Jim O'Connor                  | Broadway     |

## Prêmios e indicações
| Ano  | Prêmio                           | Categoria                                                                        | Trabalho                                                   | Resultado |
| ---- | -------------------------------- | -------------------------------------------------------------------------------- | ---------------------------------------------------------- | --------- |
| 2015 | Primetime Emmy Awards            | Emmy do Primetime de melhor ator coadjuvante em minissérie ou telefilme          | American Horror Story: Freak Show                          | Indicado  |
| 2015 | Fangoria Chainsaw Awards         | Favorite Supporting Actor on Television                                          | American Horror Story: Freak Show                          | Indicado  |
| 2015 | Critics' Choice Television Award | Critics Choice Television Award de Melhor Ator secundário em filme ou minissérie | American Horror Story: Freak Show                          | Indicado  |
| 2015 | Dorian Awards                    | We're Wilde About You Rising Star Award                                          | Ele mesmo                                                  | Indicado  |
| 2012 | Clarence Derwent Awards          | Most Promising Male Performer                                                    | Death of a Salesman                                        | Venceu    |
| 2012 | Theatre World Award              | Theatre World Award                                                              | Death of a Salesman                                        | Venceu    |
| 2018 | Primetime Emmy Awards            | Emmy do Primetime de Melhor Ator Coadjuvante em Minissérie ou Telefilme          | The Assassination Of Gianne Versace - American Crime Story | Pendente  |